# 粟谷正光
粟谷 正光（あわや しょうこう（まさみつ）、1948年 - ）は、日本の水墨画家、僧侶。山口県出身。雅号は大雲 道人（だいうん どうじん）。福井県三方郡美浜町の徳賞寺住職。

## 来歴
山口市生まれ。多々良学園高校、駒澤大学仏教学部学科卒業。高校在学時から日展作家の多田院大に師事。仏教美術に関心を深めた
。
1970年、第一回正光展開催。1971年、大本山永平寺僧堂に修行安居。1972年、広島大学文学部倫理学研究室入学。1974年、愛媛県端応寺専門僧堂に修行安居（4年間）。
1981年、福井県三方町曹洞宗宗伝寺住職となる。1988年　大本山永平寺七十七貫主・丹羽廉芳禅師より画号「大雲道人」拝受。
1997年、徳賞寺住職となり、だるま大師の水墨画を描くことが増える。2008年から病気のため車いす生活となるも創作意欲は衰えない。 
2013年、世界最古の公募展とされるパリのル・サロンで初出品した禅画「達磨図　色即是空」が銅賞を受賞。2022年に連続10回目の入選を果たした。
。ル・サロンはフランスの王立絵画彫刻アカデミーの会員の作品展として1667年に始まり、350年以上の歴史がある。
元演歌歌手の香田晋は、2018年11月、粟谷について得度し、曹洞宗の僧侶（僧名: 徹心香雲）となった。それは粟谷が船村徹の知人で、香田が住職に相談すると仏門の道に誘われたことによる。

## 受賞
- 2012年　第223回ル･サロン（フランス・パリ） 絵画部門銅賞
- 2013年　イタリヤグッビオ日本芸術選抜美術賞展最高金賞。日本イタリア文化芸術交流大賞
- 2014年11月　第224回ルサロン世界公募展「如是」入選（2年連続）（フランスパリグランパレ会場）
- 2014年12月　第21回雪舟国際美術協会展 特別無審査作家入賞（3回連続）
- 2015年9月　ドイツ芸術・音色展　芸術大賞（2年連続）
- 2015年11月　第225回フランス・ル・サロン入賞（3年連続）
- 2016年4月　FOUND ART 日欧芸術大賞（3年連続賞）
- 2016年6月　日独国際平和芸術大賞受賞
- 2016年10月　第226回 ル・サロン世界公募展入賞（4年連続）
- 2017年2月　第227回フランス　ル・サロン展入賞（4年連続）
- 2017年2月　第11回モナコ・日本芸術祭2017「造形芸術文化賞」入賞
- 2018年2月　第228回　フランス　ル・サロン展　入賞（5年連続）
- 2018年9月　2019年度 「ル・サロン」入選（連続6回）
- 2019年　RBA dujin paiun (名誉会員認定カード 三つ星になる)
- 2019年2月　No229「ル・サロン」入選（6年連続）
- 2020年2月　No230「ル・サロン」入選（7年連続）
- 2021年2月　No231「ル・サロン」入選（8年連続）＊コロナ禍により展示無し
- 2022年2月　No232「ル・サロン」入選（9年連続）
- 2022年11月　No233「ル・サロン」入選（10年連続受賞）「露堂々（ろどうどう）」

## 個展、出展、掲載など
1985年
- 福井県名士作家展に出展 (第45回まで継続出展)

1988年
- 奈良シルクロード博覧会 現代名僧墨蹟展に出展
- 世界宗教会議中に墨蹟展に出展 (ロサンゼルス)

1989年
- 福井新聞開館ギャラリーにて画業二十五周年を記念し、特別展等接軒シリーズ 「墨に学ぶ禅の心」開催
- 京都市名僧高僧墨蹟展出展
- 三方町文化祭特別展

1990年
- 接軒シリーズ連続個展（永平寺　北京ギャラリー、敦賀市ギャラリー、等接軒、高岡市光台寺にて）

1992年
- 永平寺の機関紙「傘松」の表紙を一年間担当

1993年
- 永平寺傘松閣にて特別展　金沢市特別展

1995年
- ロサンゼルス禅センターへ講師として渡米
- 画業三十周年記念個展（福井新聞ギャラリーにて）

1996年
- 京都近鉄百貨店　美術画廊にて「三宝の集い高僧名僧墨蹟展」出展
- 京都　松栄堂にて個展
- 全国青少年教化協議主催(現代名僧名墨蹟展）出展

1997年
- 毎年二度ずつ等接軒シリーズ個展
- 現代名僧墨蹟展出展作品として全国にて作品展示

2001年
- 小浜市森の水の館 敦賀市げんでんふれあいギャラリーにて個展
- 東京都中央区銀座「ギャラリー銀座」にて個展等接軒シリーズ

2002年
- 日本美術「水墨画」に掲載(美術年鑑社)
- 8月　敦賀市げんでんふれあいギャラリーにて個展
- 11月　東京都中央区銀座「ギャラリー銀座」にて個展

2003年
- 名僧墨蹟展四十周年大会(東京赤坂プリンスホテル)出展
- 8月　ギャラリー銀座企画展出展(併せて各会場巡廻)
- 9月　敦賀市 げんでんふれあいギャラリーにて個展

2004年
- 大雲道人40周年記念巡回展
- 9月　敦賀市げんでんふれあいギャラリー
- 10月　山代温泉富士屋ホテルギャラリー
- 11月　東京中央区銀座「ギャラリー銀座」
- 8月・9月　ギャラリー国吉(徳賞寺 美浜町)

2005年
- 9月　敦賀市げんでんふれあいギャラリーにて個展(5回目)

2008年　
- 日中オリンピック年芸術文化交流展「道環」個展（中国･北京市漢唐美術館、敦賀･げんでんふれあいギャラリー、東京･ギャラリー銀座）
- 日本美術「日本の四季」に掲載される 美術年鑑社

2010年　
- 美術年鑑V「水墨画」に掲載 (美術年鑑社)
- 第43回現代名僧墨蹟展に出展

2011年
- 第44回現代名僧墨蹟展に出展

2012年
- 第45回現代名僧墨蹟展に出展
- 「大法輪」(2月号巻頭)に掲載 (大法輪閣)
- 画業50周年記念個展（同時開催：チャリティー展）
- 若狭、美浜両町主催によりパレア若狭にて開催
- 記念講演『仏にいただいた命~禅を描く~』
- 2013年
- 美術屋　百兵衛No26に掲載 (特集)
- 平成25年度「雪舟国際美術協会 東京美術館特別展」に協会無鑑査会員として出展
- 第20回雪舟国際美術協会展に出展
- 雪舟国際美術協会　特別展に出展
- 日本の美V「富士山」に掲載 (美術年鑑社)
- 第224回ル･サロン（フランス・パリ） 絵画部門に出展。世界公募2,000名(日本人199名)44名の日本人入選。初参加で銅賞受賞

2014年
- 株式会社麗人社 創立20周年 特別記念事業（阪急百貨店うめだ本店） J.arts BRIDGE～日本美術の架け橋展～北信越代表で出展
- 1月11日～13日　日本美術の架け橋展（阪急百貨店うめだ本店） 北陸代表出展
- 5月16日～18日　東日本大震災復興プロジェクト芸術祭（OBPツインアトリウム仙台会場）
- アートが花を咲かせる第19回オアシス2014in大阪
- 6月5日～8月15日　大雲道人禅画「達磨大師展」(東京赤坂)（赤坂サカスギャラリーTBS）
- 7月1日～6日　和とこころ展企画展（銀座　清月堂）
- 7月9日～8月6日　祈りの美術展（フランス芸術協会名誉会長主催）（フランスパリアドレーヌ寺院サルロワイヤル会場）
- 8月10日～29日　イタリアグッビオ日本芸術選抜美術賞展　最高金賞。日本イタリア文化芸術交流大賞
- 10月8日～23日　アートでハート展　嶺南作家チャリティー展（パレア若狭ギャラリー） 若狭福祉協議会
- 11月3日～4日　ルサロン銅賞受賞記念展　大雲道人展（美浜町生涯学習センターなびあす） 美浜町主催
- 11月22日～25日　第3回福井チャリティーアート展（福井カルチャーホール） 福井県社会福祉協議会
- 11月25日～30日　第225ルサロン2014年世界公募展（フランスパリグランパレ会場）「如是」入選（2年連続）
- 12月10日～22日　第21回雪舟国際美術協会展出展（東京・六本木 国立新美術館）特別無審査作家連続3回入賞

2015年
- 平成27年度版　美術年鑑　ルサロン入賞作品「如是」掲載 (美術年鑑社)
- 5月　心月院（宝物館）にて、だるま絵個展　兵庫県三田市
- 6月　大雲道人画帳（墨に学ぶ禅の心）発行　エルミタージュ美術館に配本
- 6月　フランス・パリ・マレー地区　オルシャン画廊にて、大雲道人展
- 9月　ドイツ芸術・音色展　出展　芸術大賞（2年連続受賞）
- 8月　パリ・マドレーヌ寺院にて、永久平和展　出展
- 8月　雪舟国際美術協会・特別展　東京都美術館にて、出展協力
- 11月　フランス・ル・サロン（3年連続入賞）

2016年	
- 1月　美術年鑑社　ル・サロン入賞作品掲載
- 3月　雪舟国際美術協会年鑑に掲載
- 4月　スペイン・アートメゾン　インターナショナル　出展 (作品を掲載) ピカソと友共に展示
- 4月6日～9日　ワールド・アート・ドバイ2016 個展 (出展記念誌掲載)
- 4月18日～21日　日本・ヨーロッパ交流展　すみだリバーサイドギャラリーにて FOUND ART 日欧芸術大賞受賞（3年連続芸術大賞受賞）
- 5月・8月　フランスでの個展を記念し、若狭町、美浜町、両町への達磨図の扁額を寄贈
- 5月　大阪市中央区OBPツイン21アトムにて、第二十一回オアシス2016　出展
- 6月　戦後日独両国70周年・ドイツ再統一25周年～平和の祈り～　日独国際平和芸術大賞受賞
- 6月30日～7月9日　第一回アートインターナショナル・プロジェクトへ出展
- 10月　第227回 ル・サロン世界公募展入賞（4年連続）
- 11月10日～　若狭路ゆかりの文化人～大雲道人展～ ギャラリー国吉 開催 (1ヶ月間)
- 11月11日～28日　嶺南社協 アートでハート展 出展
- 11月18日～21日　県社協 第5回ふくいチャリティーアート展 出展
- 11月18日～22日　東京 日中友好会館美術館にて 中日禅文化書画交流展 出展

2017年	
- 2月14日～19日　第227回フランス　ル・サロン展　出展　入賞（4年連続）
- 2月24日～26日　第11回モナコ・日本芸術祭2017　出展　「造形芸術文化賞」入賞
- 5月～　第29回 襌文化 洞上墨蹟 第13号　記載（国吉ギャラリー、作品紹介）
- 5月12日～16日　創立55周年記念　現代名僧墨蹟展　チャリティー出展
- 5月19日～21日　第22回 OASIS 2017　出展
- 5月30日～6月2日　イギリス　MINERVA2017展　出展（名誉会員）
- 7月15日～18日　第25回 インド 国際平和美術展 WORLD PEACE ART EXHIBITION 2017　出展 (日本で数名)
- 10月13日～15日　2017-2018 A.M.S.C. Project ARTE de JAPON「第5回 アートメゾン・ビエンナーレ2017」　出展
- 11月1日～11月30日　2017秋 美浜 来て 見て まわって スタンプラリー　出展　　大雲道人禅画展（連携イベント）開催 ギャラリー国吉
- 11月10日～11月13日　WORLD PEACE ART EXHIBITION 2017 in INDIA　出展
- 11月11日～11月27日　アートでハート展　チャリティー出展 (嶺南社会福祉協議会)
- 11月　県社協第6回 ふくいチャリティーアート展 出展
- 12月　Japanese Art × Hermitage　記載
- 12月13日～24日　第24回 雪舟国際美術協会展　出展

2018年
- 1月　平成30年版『美術年鑑』記載、作品記載 (美術年鑑社)
- 2月　『大法輪』2月号巻頭に記載 (大法輪閣社)
- 2月　第228回　フランス　ル・サロン展　出展　入賞（5年連続）
- 3月　イギリス×日本 『Exhibition of MINERVA 2018』発刊
- 3月27日～29日　台湾×日本 『台日藝術博覽會2018』出展
- 3月　福井美浜　2018 SPRING『すみずみ美浜』 美浜町商工観光課発行（紹介される）
- 5月18日～20日　Osaka＆Toledo 大阪市京橋 OBPツイン21アトリウム OASIS 2018　出展
- 6月29日～7月1日　OASIS 2018 in Toledo　スペイン王国 トレド市　出展
- 8月　福井美浜2018 2号すみずみ美浜 美術発行 記載される
- 9月　2019年度 「ル・サロン」入選（連続6回）
- 10月　美術屋 百兵衛 季刊誌(麗人社)発刊
- 10月18日～23日　大雲道人展　美浜町主催　東京 青山291会場

「対談」大雲道人 × 田中光敏監督
- 11月　アートでハート展チャリティー出展 (嶺南社会福祉協議会)
- 県社協第7回ふくいチャリティーアート展 出展
- 12月　第25回記念　雪舟国際美術協会展 出展
- 12月12日～23日　国立新美術館 六本木

2019年
- 1月　2019年版『美術年鑑』記載、作品記載 (美術年鑑社)
- 2019年度 MINERVA 2019 明治記念館 発刊記念 図録 作品　出展
- RBA dujin paiun (名誉会員認定カード 三つ星になる)
- 2月　No229 「ル・サロン」入選（6年連続受賞）
- 第13回 モナコ日本芸術祭2019 モナコ国に作品寄贈
- モナコ国立レニエ3世大公記念館出展
- 台日芸術博覧会2019 台北駅1F中央コンエース出展
- 3月29日～31日　大阪展 OBPツイン21出展
- 5月17日～19日　第24回オアシス2019 パリ展リンダアレルギャラリー 出展

2020年
- 2月　No230 「ル・サロン」入選（7年連続受賞）
- 第14回 モナコ日本芸術祭2020 モナコ国に作品寄贈
- モナコ国立レニエ3世大公記念館出展
- 3月 Art Maison International Vol.25 作品掲載
- 5月17日～19日　大阪展 OBPツイン21出展
- 2020年版『美術年鑑』作品記載 (美術年鑑社)

2021年
- No231 「ル・サロン」入選（8年連続受賞）＊コロナ禍により展示無し
- 3月4?6日 第26回オアシス2020東京芸術劇場出展
- 3月26日～28日　台日芸術博覧会2021 台北 松山文創園区　出展
- 8月27日～29日　第26回オアシス2020あべのハルカス近鉄本店　出展
- 2021年版『美術年鑑』作品記載 (美術年鑑社)

2022年
- 1月7日～10日　「J.arts Bridge 2022 for SDGs」京都文化博物館　出展
- 2月　No232 「ル・サロン」入選（9年連続受賞）
- 3月 「今昔日本絵画図鑑」作品掲載
- 6月　平成の日本画(1989～2019)日本画と水墨画30年の軌跡